# Les lauriers sont coupés
Pour plus de détails, voir Fiche technique et Distribution.
Les lauriers sont coupés (Return to Peyton Place) est un film américain de José Ferrer sorti en 1961. 

## Fiche technique
- Titre : Les lauriers sont coupés
- Titre original : Return to Peyton Place
- Réalisation : José Ferrer, assisté de David S. Hall
- Scénario : Ronald Alexander d'après le roman Return to Peyton Place de Grace Metalious
- Photographie : Charles G. Clarke
- Montage : David Bretherton
- Musique : Franz Waxman
- Direction artistique : Hans Peters et Jack Martin Smith
- Décorateurs de plateau : Fred M. MacLean et Walter M. Scott
- Costumes : Donfeld
- Production : Curtis Harrington producteur associé et Jerry Wald
- Société de production : Jerry Wald Productions
- Distribution : 20th Century Fox
- Pays : États-Unis
- Langue : anglais
- Format : Couleur - Son : Mono (Westrex Recording System)
- Durée : 123 minutes
- Genre : Drame
- Dates de sortie :
  - États-Unis : 5 mai 1961
  - France : 20 octobre 1961
- Affiche : Raymond Elseviers (titre : Retour à Peyton Place, Belgique)

## Distribution
- Carol Lynley (VF : Marcelle Lajeunesse) : Allison
- Jeff Chandler (VF : André Valmy) : Lewis Jackman
- Eleanor Parker (VF : Paule Emanuele) : Connie Rossi
- Mary Astor (VF : Lita Recio) : Mme Roberta Carter
- Robert Sterling (VF : Lucien Bryonne) : Mike Rossi
- Luciana Paluzzi (VF : Rolande Forest) : Raffaella
- Brett Halsey (VF : Michel Cogoni) : Ted
- Gunnar Hellström (VF : Marc Cassot) : Nils
- Tuesday Weld (VF : Michèle Bardollet) : Selena
- Warren Parker (VF : Yves Brainville) : Lupus Wolf
- Alex Dunand (VF : Jean-Pierre Duclos) : Pierre Galante
- Jennifer Howard (VF : Marie Francey) : Mrs. Jackman
- Reedy Dalton (VF : Jacques Beauchey) : Frank O'Roark
- Bill Bradley (VF : Jacques Deschamps) : Mark Steele
- Carol Veazie (VF : Hélène Tossy) : l'intervieweuse
- Wilton Graff (VF : Pierre Morin) : Dr Fowlkes
- Kenneth MacDonald (en) (VF : Gérard Férat) : Dexter

Non crédités :
- José Ferrer : voix de Mark Steele
- Max Showalter : Nick Parker

## À noter
- Les lauriers sont coupés est une suite du film Les Plaisirs de l'enfer (Peyton Place), avec Lana Turner, d'après le roman Peyton Place de Grace Metalious.